# راسيل غارسيا
راسيل غارسيا (بالإنجليزية: Russell Garcia) هو كاتب أغاني وملحن أمريكي، ولد في 12 أبريل 1916 في أوكلاند في الولايات المتحدة، وتوفي في 19 نوفمبر 2011 في Kerikeri ‏ في نيوزيلندا.

## وصلات خارجية
- راسيل غارسيا على موقع IMDb (الإنجليزية)
- راسيل غارسيا على موقع ميوزك برينز (الإنجليزية)
- راسيل غارسيا على موقع أول موفي (الإنجليزية)
- راسيل غارسيا على موقع قاعدة بيانات الأفلام السويدية (السويدية)
- راسيل غارسيا على موقع أول ميوزيك (الإنجليزية)
- راسيل غارسيا على موقع ديسكوغز (الإنجليزية)
- راسيل غارسيا على موقع قاعدة بيانات الفيلم (الإنجليزية)
- راسيل غارسيا على موقع كينوبويسك (الروسية)